# 카나이 시게루
카나이 시게루(일본어:  金井 茂, 1968년 10월 18일 ~ )는 일본의 배우이다 모소속 정치인으로, 도쿄도 에도가와구 출신했다.

## 출연작

### TV 드라마
- 1995년 ~ 1996년 중갑 B-파이터 - 카타기리 다이사쿠 역
- 1996년 ~ 1997년 비 파이터 카부토 - 카타기리 다이사쿠 역